# دايفيد كينت ويندر
دايفيد كينت ويندر (بالإنجليزية: David Kent Winder)‏ هو قاضي ومحامي أمريكي، ولد في 8 يونيو 1932 في مدينة سولت ليك في الولايات المتحدة، وتوفي بنفس المكان في 19 مايو 2009.